# Harley-Davidson 175cc-tweetakten
De Harley-Davidson 175cc-tweetakten vormen een serie motorfietsen die in de jaren zeventig op de markt werd gebracht door het Amerikaanse merk Harley-Davidson. De machines werden echter geproduceerd in de voormalige Aermacchi-fabriek in Varese die eigendom van Harley-Davidson was.

## Voorgeschiedenis
Harley-Davidson had in 1960 een belang van 50% genomen in Aermacchi. Dat had voor beide merken voordelen: Harley-Davidson kon haar modellenaanbod uitbreiden met lichtere motorfietsen, terwijl Aermacchi haar afzetmarkt uitbreidde tot de Verenigde Staten. Bovendien kon men de verhuizing van de motorfietsproductie naar de oude watervliegtuighangars aan het Meer van Varese realiseren. Daardoor creëerde men meer ruimte voor de vliegtuigbouw, de oorspronkelijke stiel van de fabriek. Aermacchi had in de jaren zestig al 175cc-modellen uitgebracht: de Chimera 175, de Ala Bianca 175, de Ala Rossa 175 en de Ala d'Oro 175, allemaal viertaktmotoren waarvan geen speciale uitvoeringen voor de Amerikaanse markt gebouwd werden. Toen Harley-Davidson in 1973 Aermacchi helemaal overnam, verdwenen de viertaktmodellen uit het programma. Aermacchi had, ook voor de Amerikaanse markt, tweetaktmodellen tot 125 cc gemaakt, maar nu werd het aanbod van tweetaktmodellen flink uitgebreid. 

## Harley-Davidson SX 175 en SS 175
Op de motorsalon van Parijs van 1973 werd de Harley-Davidson SX 175 gepresenteerd. Het was een offroadmodel dat 23,5 pk bij 7.500 tpm leverde. Het belang van Harley was duidelijk: in Europa was er nog geen bijzonder grote markt voor offroadmodellen, maar in Amerika waren ze erg populair als vrijetijdsmotor maar ook voor het werk op de uitgestrekte ranches. In zuidelijke Europese landen was de 175cc-klasse nog steeds populair, in de Verenigde Staten vulde de SX 175 het gat tussen de Harley-Davidson TX 125 en de Harley-Davidson SX 250. Toch bood het Tweewieler Trefpunt de motor ook in Nederland aan. De SX 175 was geschikt voor licht terrein; het 19 inch voorwiel was eigenlijk te klein voor serieus terreinwerk. Bovendien was de machine met een zadelhoogte van 800 mm 25 mm hoger dan de SX 250. In 1976 werd de machine gemodificeerd, waarbij de zadelhoogte lager werd. Tot aan de overname door Cagiva in 1978 werden er 7.224 exemplaren gebouwd, maar Cagiva hield de SX 175 ook nog in productie. De straatversie SS 175 was aanmerkelijk minder succesvol. Naast CZ was Harley-Davidson het enige merk dat een wegmotor in die klasse leverde en tot 1978 werden er slechts ca. 1570 geproduceerd.

### Techniek
De motor was opgebouwd zoals de eerdere Aermacchi-motoren: een luchtgekoelde staande eencilinder tweetakt met een 27 mm carburateur, maar nu met een CDI-ontsteking en pompsmering. Er was een meervoudige natte platenkoppeling die via tandwielen de vijfversnellingsbak aandreef. De motor was in een dubbel wiegframe gehangen, met een Ceriani-telescoopvork aan de voorkant en een swingarm met twee Betor veer-demperelementen die in vijf standen verstelbaar waren. Onder het motorblok zat een carterbeschermplaat. Bij de modificatie in 1976 werd de Ceriani voorvork vervangen door een exemplaar van Betor. De SX 175 had een kleine olietank, bij de SS 175 werd de olie meegevoerd in het frame.

## Technische gegevens
| Harley-Davidson        | SX 175                                            | SS 175                                            |
| ---------------------- | ------------------------------------------------- | ------------------------------------------------- |
| Periode                | 1973-1978                                         | 1975-1978                                         |
| Categorie              | offroadmotorfiets                                 | lichte toermotor                                  |
| Motortype              | pompsmering                                       | pompsmering                                       |
| Bouwwijze              | zuigergestuurde luchtgekoelde staande eencilinder | zuigergestuurde luchtgekoelde staande eencilinder |
| boring                 | 60,96 mm                                          | 60,96 mm                                          |
| slag                   | 59,69 mm                                          | 59,69 mm                                          |
| Cilinderinhoud         | 174,2 cc                                          | 174,2 cc                                          |
| Carburateur(s)         | Dell'Orto VHB 27 AD                               | Dell'Orto VHB 27 AD                               |
| Smeersysteem           | pompsmering                                       | pompsmering                                       |
| Compressieverhouding   | 10,67:1                                           | 10,7:1                                            |
| Max. Vermogen          | 17,8 kW/23,5 pk bij 7.500 tpm                     | onbekend                                          |
| Topsnelheid            | 115 km/h (teller)                                 | onbekend                                          |
| Primaire aandrijving   | tandwielen                                        | tandwielen                                        |
| koppeling              | meervoudige natte platenkoppeling                 | meervoudige natte platenkoppeling                 |
| versnellingen          | 5                                                 | 5                                                 |
| Secundaire aandrijving | ketting                                           | ketting                                           |
| Rijwielgedeelte        | dubbel wiegframe                                  | dubbel wiegframe                                  |
| Voorvork               | telescoopvork                                     | telescoopvork                                     |
| Achtervork             | swingarm                                          | swingarm                                          |
| Remmen                 | trommelremmen                                     | trommelremmen                                     |
| Tankinhoud             | 12,5 liter                                        | 10,5 liter                                        |
| Droog gewicht          | onbekend                                          | 125 kg                                            |